# Andriej Gietman
Andriej Ławrientjewicz Gietman (ros. Андрей Лаврентьевич Гетман, ur. 22 września?/5 października 1903 we wsi Klepały w guberni kurskiej (obecnie w obwodzie sumskim), zm. 8 kwietnia 1987 w Moskwie) – radziecki generał armii (1964), Bohater Związku Radzieckiego (1965).

## Życiorys
Urodził się w ukraińskiej rodzinie chłopskiej. Ukończył szkołę wiejską, pracował w cukrowni i na stacji kolejowej, od października 1924 służył w Armii Czerwonej, od 1927 należał do WKP(b). Od października 1931 do lutego 1933 był komendantem szkoły pułkowej pułku piechoty w Krzywym Rogu, w 1937 ukończył Wojskową Akademię Mechanizacji i Motoryzacji Armii Czerwonej im. Stalina, od czerwca 1937 do lutego 1938 był szefem Wydziału 5 Sztabu 7 Korpusu Zmechanizowanego na Zabajkalu, następnie p.o. dowódcy i szefem sztabu 31 Brygady Zmechanizowanej, a od sierpnia 1939 do listopada 1940 zastępcą dowódcy 2 Brygady Zmechanizowanej. Uczestniczył w walkach nad jeziorem Chasan w 1938 i bitwie nad Chałchin-Goł w 1939. Od listopada 1940 do marca 1941 dowodził 45 Samodzielną Lekką Brygadą Pancerną, od 11 do 26 marca 1941 27 Dywizją Pancerną, od 26 marca do września 1941 był szefem sztabu 30 Korpusu Zmechanizowanego na Dalekim Wschodzie. Od września 1941 do kwietnia 1942 był dowódcą 112 Dywizji Pancernej włączonej w skład 50 Armii od kwietnia 1942 6 Korpusu Pancernego, od sierpnia 1944 do maja 1945 - zastępcą dowódcy 1 Gwardyjskiej Armii Pancernej. Walczył na Froncie Zachodnim, Północno-Zachodnim, Woroneskim i 1 Ukraińskim. Uczestniczył m.in. w obronie Moskwy, walkach pod Tułą, bitwie pod Kurskiem, operacji żytomiersko-berdyczowskiej, korsuń-szewczenkowskiej, płoskirowsko-czerniowieckiej, lwowsko-sandomierskiej, wiślańsko-odrzańskiej, wschodniopruskiej i berlińskiej.
Od lipca 1945 do lipca 1946 był zastępcą dowódcy, następnie dowódcą wojsk pancernych i zmechanizowanych Uralskiego Okręgu Wojskowego, od listopada 1946 do stycznia 1949 dowódcą wojsk pancernych i zmechanizowanych Zakaukaskiego Okręgu Wojskowego, od stycznia 1949 do kwietnia 1956 szefem sztabu i zastępcą dowódcy wojsk pancernych Armii Radzieckiej, od kwietnia 1956 do czerwca 1957 dowódcą Samodzielnej Armii Zmechanizowanej, a od czerwca 1957 do kwietnia 1958 dowódcą 1 Armii Samodzielnej. Od kwietnia 1958 do czerwca 1964 był dowódcą wojsk Karpackiego Okręgu Wojskowego, w latach 1964-1971 przewodniczący Komitetu Centralnego DOSAAF, a od 1972 członkiem Grupy Inspektorów Generalnych Ministerstwa Obrony ZSRR.
Kandydat na członka Komitetu Centralnego KPZR w 1961-1976. Deputowany do Rady Najwyższej ZSRR 5-8 kadencji (1958-1974).
Pochowany na moskiewskim Cmentarzu Nowodziewiczym.

## Odznaczenia
- Złota Gwiazda Bohatera Związku Radzieckiego (7 maja 1965)
- Order Lenina (pięciokrotnie - 10 stycznia 1944, 1949, 4 października 1963, 7 maja 1965 i 1983)
- Order Rewolucji Październikowej (4 października 1973)
- Order Czerwonego Sztandaru (sześciokrotnie - 12 kwietnia 1942, 3 listopada 1944, 29 maja 1945, 28 stycznia 1954, 1954 i 22 lutego 1968)
- Order Suworowa II klasy (27 sierpnia 1943)
- Order Bohdana Chmielnickiego II klasy (29 maja 1944)
- Order Wojny Ojczyźnianej I klasy (11 marca 1985)
- Order Czerwonej Gwiazdy (17 listopada 1939)
- Order „Za służbę Ojczyźnie w Siłach Zbrojnych ZSRR” III klasy (30 kwietnia 1975)
- Order Suche Batora (Mongolia
- Order Czerwonego Sztandaru (Mongolia, 1939)
- Komandoria Orderu Imperium Brytyjskiego (Wielka Brytania, 1944)
- Czechosłowacki Wojskowy Order Lwa Białego „Za zwycięstwo” (Czechosłowacja)
- Order Tudora Vladimirescu II klasy (Rumunia)
- Krzyż Komandorski Orderu Odrodzenia Polski (Polska)
- Order Ludowej Republiki Bułgarii (Bułgaria)

I medale.